# 纳尔逊纪念柱
纳尔逊纪念柱（英語：Nelson's Column）位于伦敦市中心的特拉法加广场，高51.59米，纪念死于1805年特拉法加海战的海军上将霍雷肖·纳尔逊。纳尔逊纪念柱兴建于1840年到1843年，由威廉·莱尔顿设计，费用47,000英镑，科林斯柱式，材质为达特穆尔花岗岩。砂岩雕像的作者是爱德华·霍奇斯·贝利。底座上的四只青铜狮子是由埃德温·兰西尔爵士设计。
其底座有四幅青铜浮雕，每幅18英尺见方，由俘获的法国枪械融化雕刻，分别描绘的圣文森特角战役，尼罗河战役，哥本哈根战役和纳尔逊在特拉法加之死。

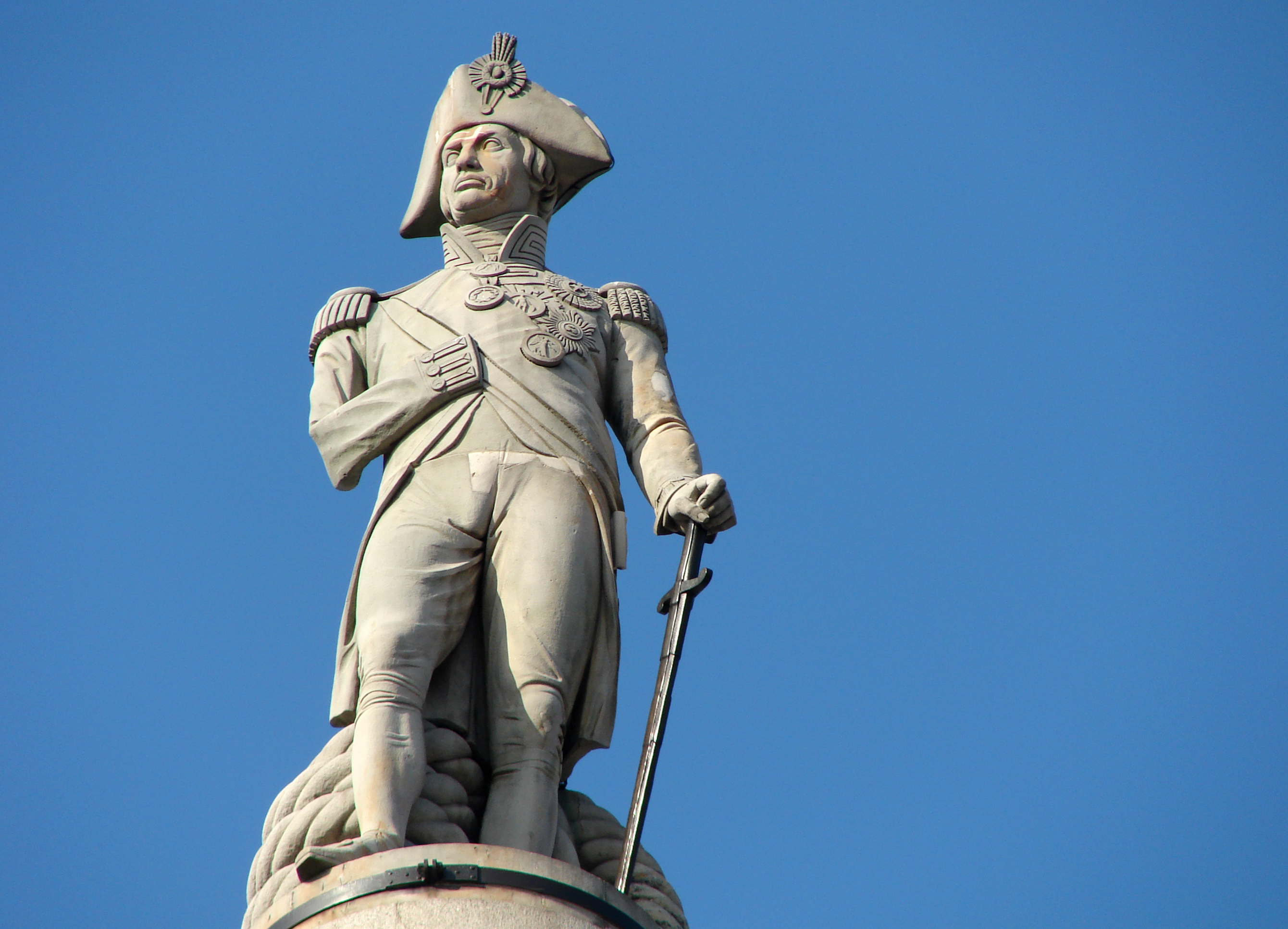
纳尔逊雕像